# Кротовка (Челно-Вершинский район)
Кротовка — село в Челно-Вершинском районе Самарской области в составе сельского поселения Озерки.

## География
Находится на расстоянии примерно 20 километров по прямой на юго-запад от районного центра села Челно-Вершины.

## История
Село было основано в XVIII веке, называлось Успенским. Во второй половине того века его владелец надворный советник Е.И. Кротов перевел сюда своих крестьян из Пензенского уезда. В 1910 году в селе было 197 дворов, церковь, 2 школы, 2 ветряные мельницы, 2 кирпичных завода.

## Население
Постоянное население составляло 188 человек (русские 96%) в 2002 году, 148 в 2010 году.